# Yllenus halugim
Yllenus halugim är en spindelart som beskrevs av Logunov, Marusik 2003. Yllenus halugim ingår i släktet Yllenus och familjen hoppspindlar. Inga underarter finns listade i Catalogue of Life.